# Tres (álbum de Camilo)
Tres (estilizado como tres) es el tercer EP del cantante colombiano Camilo. Se lanzó el 8 de mayo de 2024 bajo el sello discográfico de Sony Music Latin.
El EP se caracteriza por el estilo romántico de Camilo, donde se presentan ritmos como cumbia, tropipop y balada romántica. Asimismo el 7 de febrero de 2024, el álbum se estrenó junto a sus tres sencillos.

## Lista de canciones
| N.º  | Título                | Duración |  |
| 1.   | «Amor de extranjeros» | 2:30     |  |
| 2.   | «Corazón de hojalata» | 3:59     |  |
| 3.   | «Misión imposible»    | 2:34     |  |
| 8:23 |                       |          |  |